# Житава (річка)
Житава (словац. Žitava, угор. Zsitva) — річка, IV порядку, в південній частині Словаччини, ліва притока Нітри, басейн Дунаю.

## Географія

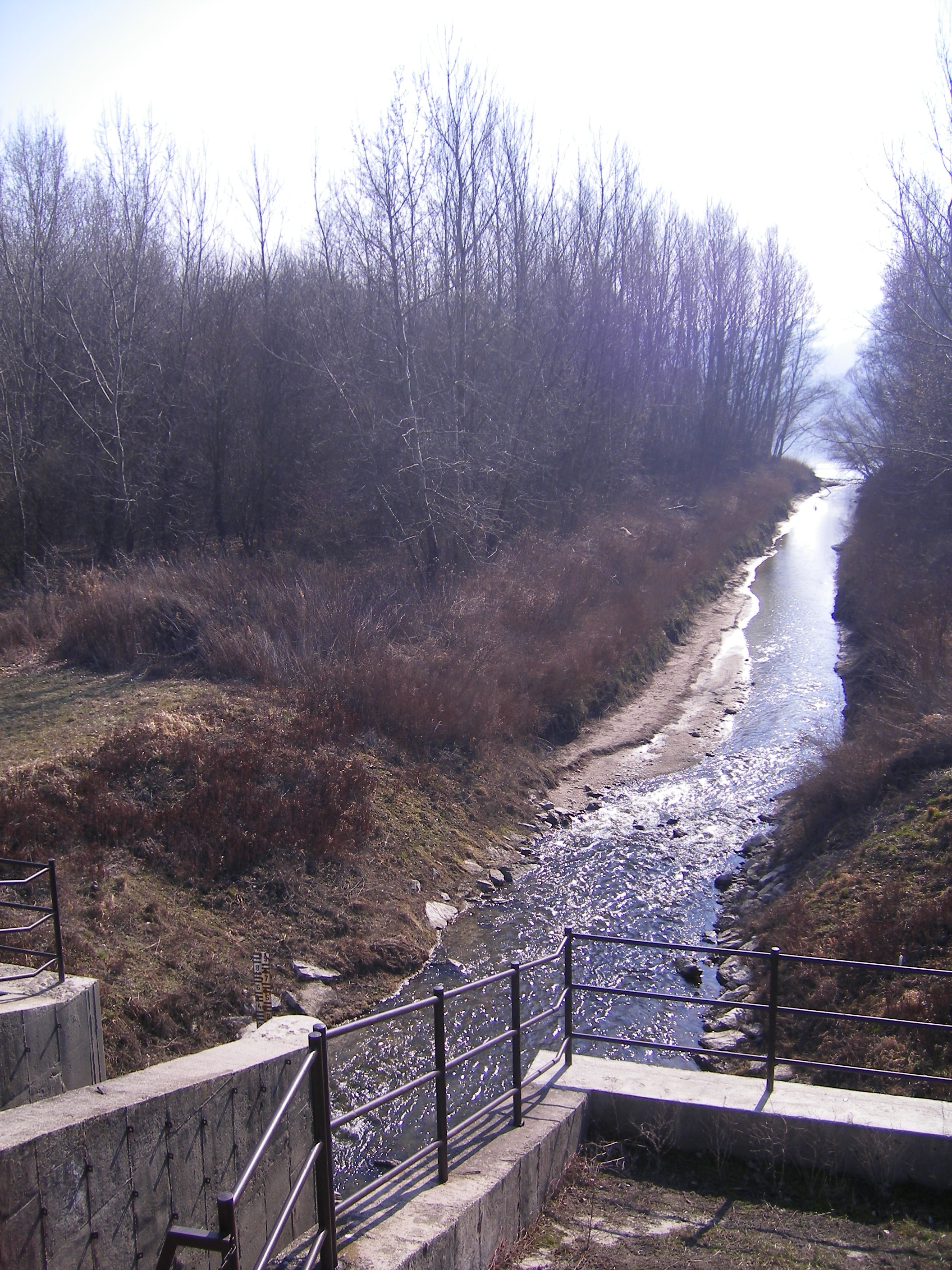
Річка Житава

Починається на північному схилі Кам'яної гори (696,4 м над рівнем моря) на висоті близько 625 м р.м., гірського масиву Погронський Іновець, на північний захід від села Велька Легота, (округу Жарновіца), в центральній Словаччині. Тече в південному напрямку, територією округів Жарновіца, Злате Моравце, Нітра, Нове Замки, Комарно. На ділянці від села Маня до Дольни Огай русло річки було випрямлене і навпроти міста Шурани було з'єднано новим каналом із річкою Нітра на висоті 121,1 м р.м., в окрузі Нове Замки.
Довжина річки становить 99,3 км. Площа водозбору 1 244 км². Перепад висот від витоку до гирла становить 504 м. Похил річки 5,1 м/км. Витрата води коливається від 0,1 м³/с, в посушливий період, до 71,6 м³/с, в період паводків і сильних дощів. Середньорічний стік в гирлі становить 5,05 м³/с.
Старе русло річки (Стара Житава) продовжує свій плин на південь і впадає у Стару Нітру поблизу села Мартовце (округ Комарно).

## Населені пункти
На річці розташовані населені пункти: Єдльове Костоляни, Обиці, Махулінце, Житавани, Златі Моравці, Тесарське Млиняни, Нова Вес-над-Жітавоу, Врабле, Маня, Гул, Дольни Огай, Шурани.

## Притоки
Головні притоки:
- ліві: Широчіна, Ліска.
- праві: Гостянський потік, Пелусок, Черешньовий потік, Древеніца.

## Галерея

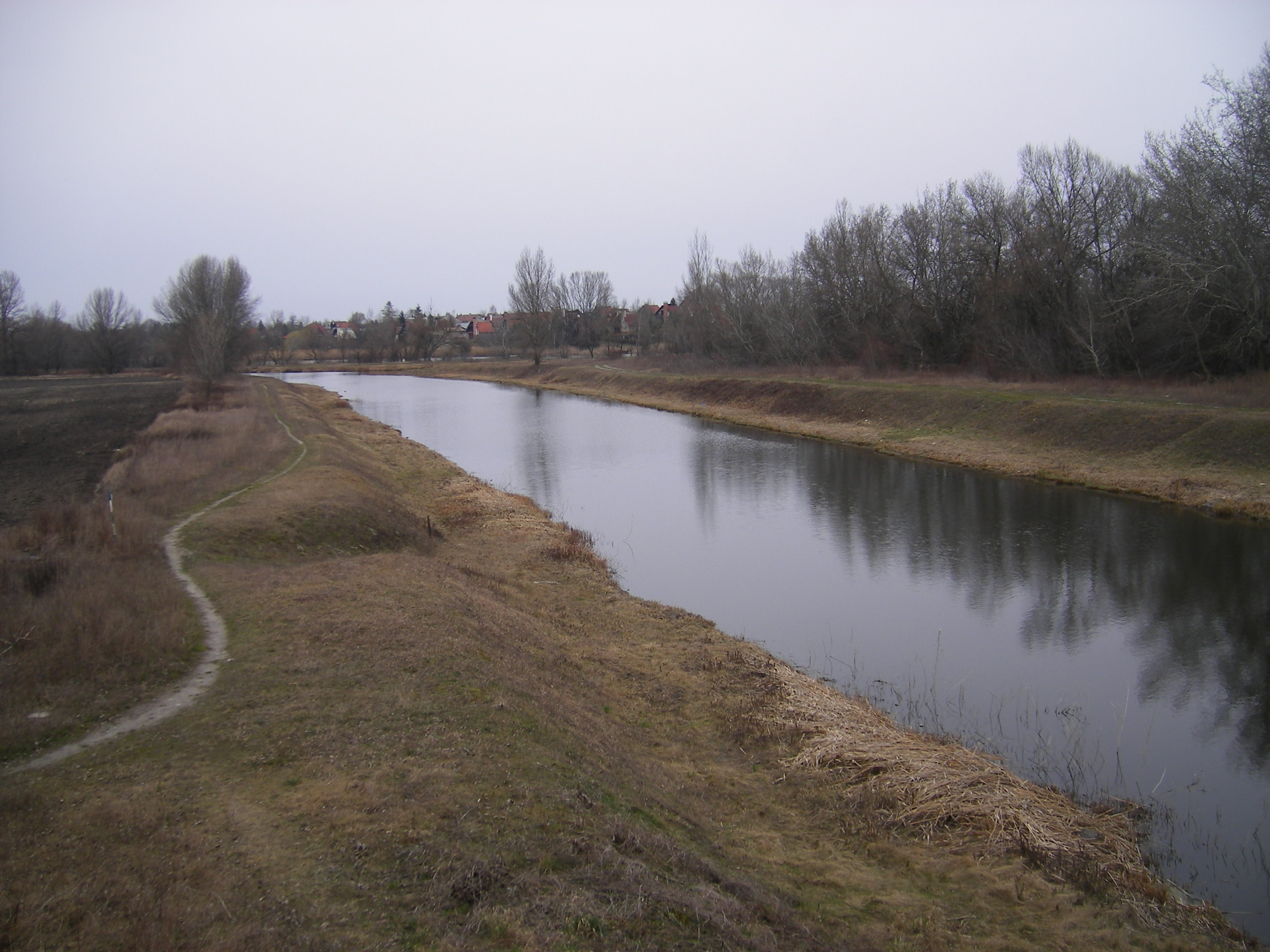
Стара Житава біля села Радвань-над-Дунаєм (округ Комарно)
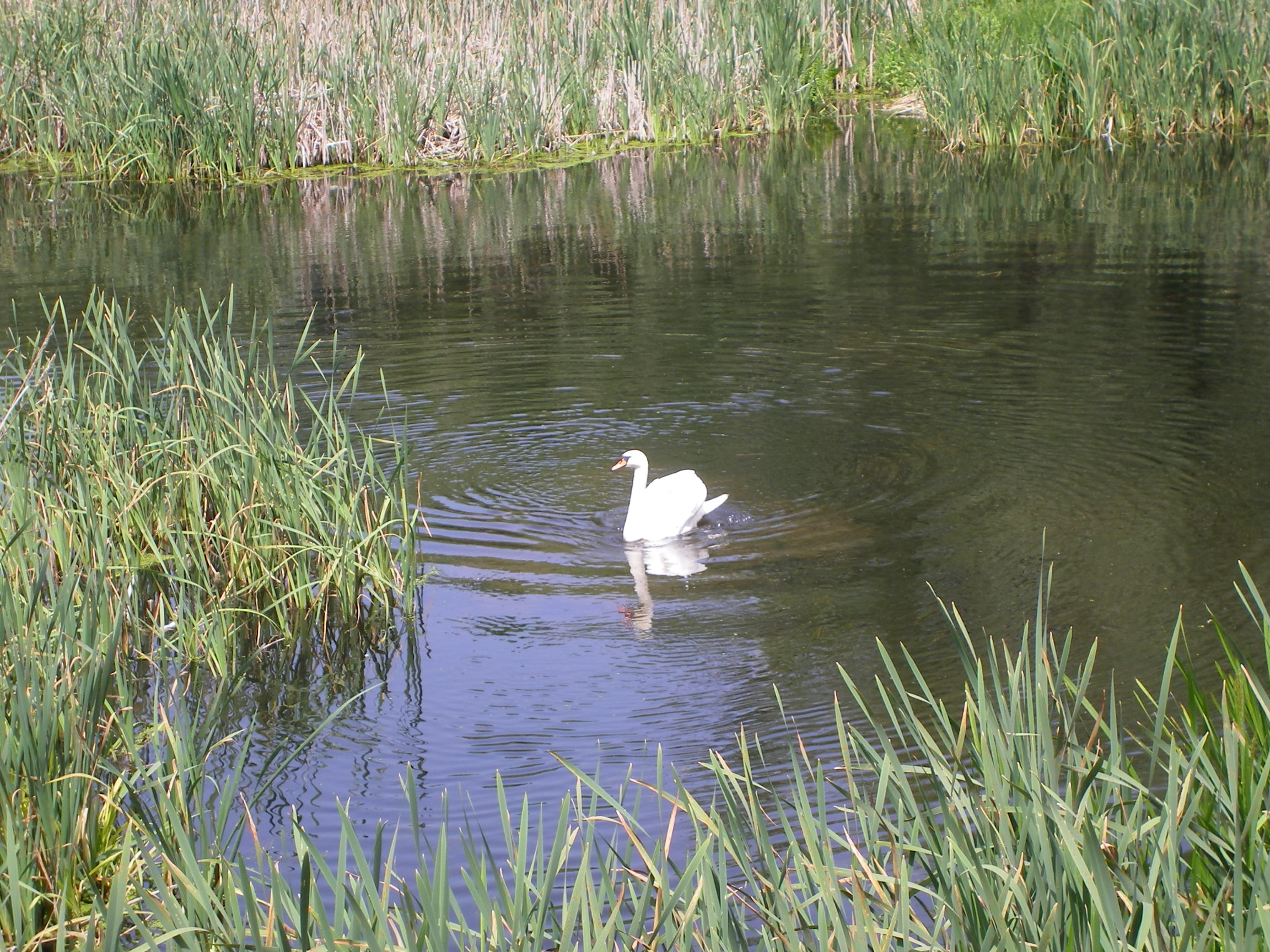
Житава біля міста Гурбаново (округ Комарно)